# Franstudio

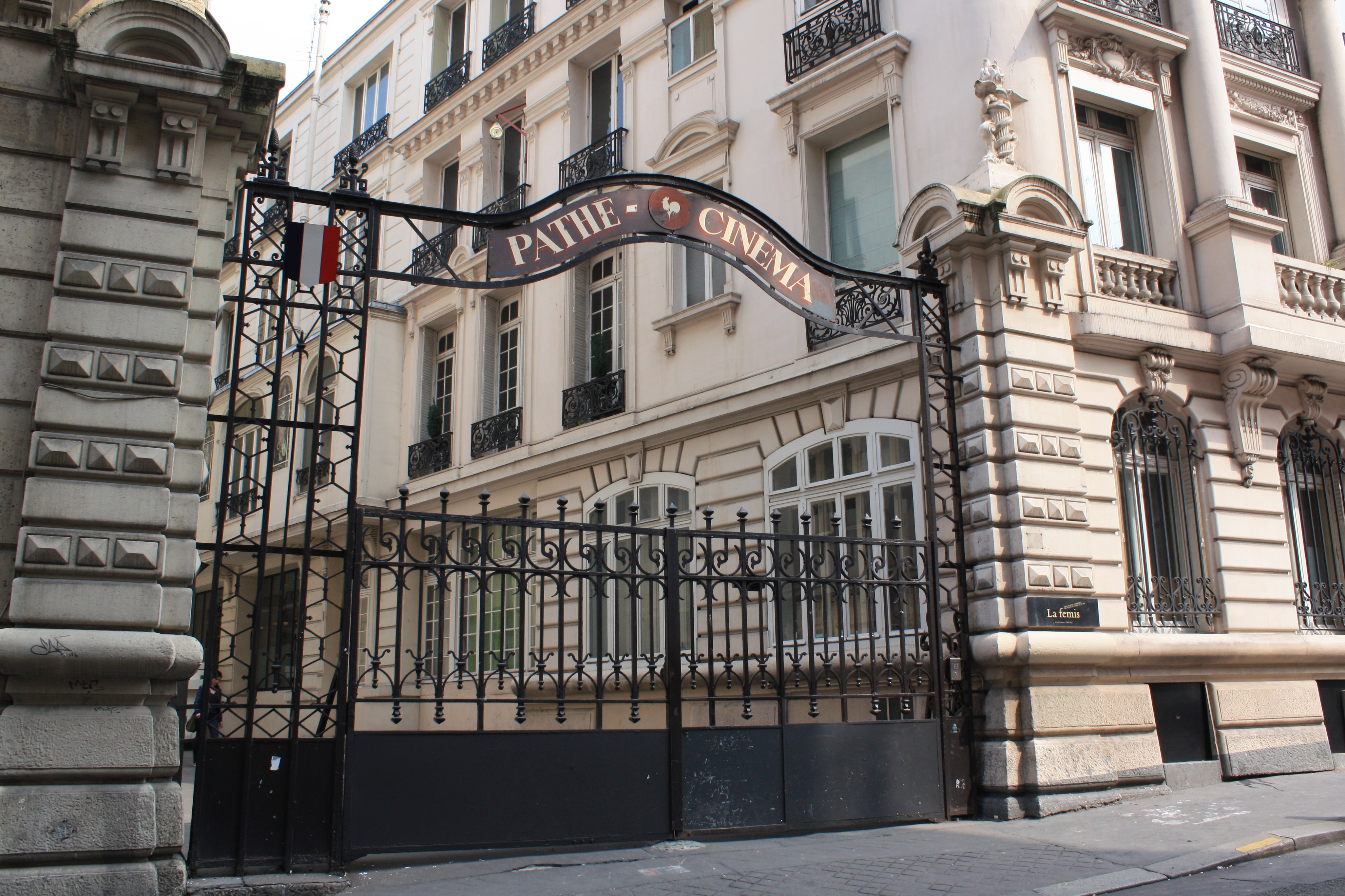
Studios Francœur.

La société Franstudio a été créée en 1947 par les sociétés Gaumont et Société Nouvelle Pathé Cinéma, successeur de Pathé-Nathan, pour regrouper dans une filiale commune :
- les studios de Joinville (à Joinville-le-Pont),
- les studios de Saint-Maurice (à Saint-Maurice),
- les studios Francœur[2] (au 6 rue Francœur dans le 18e arrondissement de Paris),
- et les studios Pagnol (à Marseille).

Il se situait, 7 rue des Réservoirs à Saint-Maurice
Le même accord créait les Laboratoires GTC, aujourd'hui regroupé dans les Laboratoires Éclair.
Les sources ne permettent pas toujours de différencier les lieux de tournage étiquetés « Franstudio » des années 1940 aux années 1970, entre les studios de Joinville et de Saint-Maurice.